# Apyrauna maculicornis
Apyrauna maculicornis là một loài bọ cánh cứng trong họ Cerambycidae.